# Maltahöhe

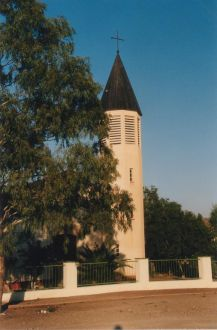
Kyrkan i Maltahöhe

Maltahöhe är en ort i Namibia cirka 110 km väster om Mariental i regionen Hardap. Orten grundades 1899 av Henning von Burgsdorff.